# 甘く、殺伐とした恋人
『甘く、殺伐とした恋人』（あまく、さつばつとしたこいびと、原題：달콤, 살벌한 연인）は、2006年公開の韓国映画。『シュリ』のパク・ヨンウと『くだらないロマンス』のチェ・ガンヒ主演で贈るラブコメディ。
日本では、2007年に｢韓流シネマ･フェスティバル2007ルネサンス｣で劇場公開された。

## ストーリー
賢くて紳士的な大学講師のファン・デウ（パク・ヨンウ）。だが、彼には決定的な欠点があった。女性と恋愛に対して体質的に拒絶するところがあり、恋愛を一度もしたことがない小心者の性格なのだ。
そんな彼が30歳を過ぎ、ようやく街で見かけるカップルを気になり始め、ある日部屋のベッドで腰をケガした後に自分が孤独であることに気づき、どうすればよいのか分からなくなる。
そんなある日、デウは、友人ソンシク（チョ・ヨンギュ）のいたずらで同じマンションに引っ越してきたばかりのイ・ミナ（チェ・ガンヒ）にデートを申し込むことになる。ミナは驚くべきことに彼の下手なデートの申し込みを受け入れる。だが、初めて恋愛をするデウの言動は粗雑なだけ。ミナはそんなデウとのデートに心を痛めるが、いつのまにか彼だけの純粋さに魅力を感じるようになる。こうして、ふたりの情熱的な恋愛が始まる。
しかし、デウは、愛が深まれば深まるほどにミナを怪しく思うようになる。趣味は読書で美術を専攻しているというミナだが、ドストエフスキーの『罪と罰』を知らないし、ミナ自身が所蔵している美術家の「モンドリアン」も知らない。
しかも、知的なミナと全く似合わないルームメイトのパク・ジャンミ（チョ・ウンジ）、ある日現れた全く彼女と似合わない過去のボーイフレンド、重い荷物を持って外出する日には靴が泥だらけ。
そして、決定的な証拠を見つける。彼女の本当の名前は「イ・ミナ」ではなく、「イ・ミジャ」だったのだ。ミナの正体にデウは葛藤する…。

## キャスト
| 役名                | 俳優             | 役どころ           |
| ------------------- | ---------------- | ------------------ |
| ファン・デウ        | パク・ヨンウ     | 大学講師           |
| イ・ミナ/イ・ミジャ | チェ・ガンヒ     | デウの恋人         |
| パク・ジャンミ      | チョ・ウンジ     | ミナのルームメイト |
| ケドン              | チョン・ギョンホ | チンピラ           |
| ミン・ファンギ      | イ・ヒド         | 弁護士             |
| ソンシク            | チョ・ヨンギュ   | デウの友人         |
| チョンファ          | ソン・ウソン     | ソンシクの彼女     |
| トラックドライバー  | キム・ギチョン   |                    |
| 興信所職員          | ハン・サンチョル |                    |
| ホンギュ            | コ・ヒギ         | ミナの昔の恋人     |
| 精神科医            | カク・ミンソク   |                    |
| 町のごろつき        | チョ・ソギョン   |                    |

## スタッフ
- 監督・脚本：ソン・ジェゴン
- 製作：キム・クォンテ/キム・ジョンホ/キム・ナムウォン
- 撮影：ハ・ジェヨン
- 編集：シン・ミンギョン
- 照明：キム・グンス
- 音楽：ナ・ハナ

## 受賞
- 2006年 第5回 韓国映画大賞 脚本脚色賞（ソン・ジェゴン）
- 2006年 第7回 釜山映画評論家協会賞 脚本賞（ソン・ジェゴン）
- 2006年 第9回 ディレクターズ・カット・アワード 今年の新人監督賞（ソン・ジェゴン）